# Engyum melanodacrys
Engyum melanodacrys är en skalbaggsart som först beskrevs av White 1855.  Engyum melanodacrys ingår i släktet Engyum och familjen långhorningar. Inga underarter finns listade i Catalogue of Life.